# 905 Universitas
905 Universitas, asteroid glavnog pojasa. Otkrio ga je Friedrich Schwassmann, 30. listopada 1918.

## Vanjske poveznice
- Minor Planet Center